# Jennifer Thanisch
Jennifer Thanisch (* 24. April 1964 in Laleham, Middlesex) ist eine ehemalige englische Schauspielerin.
Sie wurde am Ende der 1970er Jahre durch die Rolle der Anne Kirrin aus der Fernsehserie Fünf Freunde europaweit bekannt.

## Leben
Jennifer Thanisch wuchs in Laleham auf, wo ihre Eltern einen Pub namens Three Horseshoes führten. Ihre erste Filmrolle hatte sie 1973 im Horrorfilm Das Grab der lebenden Puppen mit Christopher Lee und Joan Collins. Eine gewisse Bekanntheit erlangte sie aber erst Mitte der 1970er Jahre durch die Rolle als Susie, der Tochter des Inspektors Jack Regan, in der Serie Die Füchse (The Sweeney).
Europaweit bekannt wurde sie erst durch ihre Verkörperung der Anne Kirrin in der Fernsehserie Fünf Freunde, welche in den Jahren 1978 bis 1979 erschien. In der Serie, die insbesondere in Deutschland recht erfolgreich war und mehrfach wiederholt wurde, war sie das letzte Mal im Film zu sehen.
Heute lebt sie nahe Lewes, Sussex. Sie ist verheiratet, hat zwei erwachsene Kinder und ist Religionslehrerin an einer englischen Grundschule.
Als Schauspielerin ist sie nicht mehr tätig. Am Ende des Jahres 2008 war sie jedoch noch einmal im Fernsehen, in einem Special (Famous Five revisited) aus Anlass des 50-jährigen Bestehens des Senders Independent Television (ITV) im Süden Englands zu sehen. Hier traf sie sich mit ihrem Schauspielkollegen Marcus Harris aus der Serie Fünf Freunde und sprach über die damaligen Dreharbeiten. Das Special wurde in den Nachrichtenprogrammen von Meridian Tonight und Thames Valley Tonight ausgestrahlt.

## Filmografie
- 1973: Das Grab der lebenden Puppen (Dark Places)
- 1973: Spy Trap (Fernsehserie, Episode: A Perfect Victim)
- 1975–1976: Die Füchse (The Sweeney, Fernsehserie, 3 Episoden)
- 1976: Lorna Doone (Fernsehserie, Episode: 1.1)
- 1976: The Snow Queen
- 1977: Leap in the Dark (Fernsehserie, Episode: The Fetch)
- 1978–1979: Fünf Freunde (The Famous Five, Fernsehserie, 26 Episoden)